# 订单处理
订单处理是在客户提出具体需求后由订单管理部门及时跟进处理的过程。訂單處理是物流活动中的一项环节。之後商家再拣选、包装以及将包装好的物品交付给承运商。